# Alfred Machin

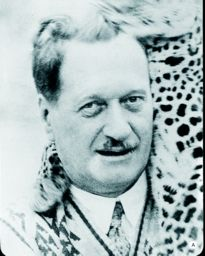

Eugène Alfred Jean Baptiste Machin (Blendecques, 20 april 1877 – Nice, 16 juni 1929) was een Frans cineast uit de beginperiode van de film. Niet alleen was hij bijzonder productief, maar zijn werk uit de jaren 10 getuigt ook van een vooruitstrevende visie. Georges Sadoul noemde hem de "eerste Europese cineast". Hij stond onder meer bekend om de wilde en andere dieren die hij in zijn films liet optreden.

## Carrière
Machin was persfotograaf voor L'Illustration toen hij door de gebroeders Pathé gerekruteerd werd om films te maken. Ze stuurden hem in 1907 naar Afrika. Zijn films met wilde dieren, waarvoor hij geen verwaarloosbare risico's nam, kenden groot succes. Hij was ook een pionier van het luchtbeeld. Na een passage in het Pathéfiliaal van Nice, werd hij naar Nederland gestuurd om documentaires te maken over het Hollandse leven. Vervolgens nam hij in België de leiding over de prille filmstudio die Pathé er in 1908 begonnen was. Machin vestigde zijn Belge Cinéma Films op het domein Karreveld in Sint-Jans-Molenbeek. Tot de uitrusting behoorde een mini-zoo met exotische dieren, waaronder zijn zelf opgebrachte luipaard Mimir. Tijdens korte verblijven in Frankrijk maakte hij films met bekende komieken: Little Moritz, Fouinard en Babylas. Met Belgische acteurs als Arthur Devère en Fernand Crommelynck schoot hij vaudeville.
Aan de vooravond van de Eerste Wereldoorlog blikte Machin het premonitoire Maudite soit la guerre in, een met verf verfraaide productie over de luchtoorlog. Toen het wapengeweld ook in de realiteit uitbrak, ging hij werken voor de Service cinématographique des Armées, een nieuwe dienst van het Franse leger waaraan de vier grote filmhuizen deelnamen. Uit deze periode kunnen meer dan 60 films met zekerheid aan hem worden toegeschreven. Na de oorlog keerde hij terug naar de omgeving van Nice. Hij werd er directeur van de Pathéstudio en nam hem in 1921 over. Les Studios Machin was een familiebedrijf waaraan ook zijn vrouw Germaine Lécuyer en zijn zoon Claude ("Clo-Clo") meewerkten. Hij legde zich opnieuw toe op dierenkomedies, een tijdsintensieve niche waarin hij uitblonk. Drie van zijn films hadden als enige acteurs gedresseerde dieren (o.a. Bêtes... comme les hommes). Het Franse publiek was niet onverdeeld enthousiast, maar het leverde hem de nodige aandacht op in Amerika.

## Films
Van Machin zijn 156 films bekend, waarvan  er slechts 32 zijn bewaard:
| - 1908: Chasse à l'hippopotame sur le Nil Bleu - 1909: Une journée à l'île de Marken - 1909: En Hollande, le port de Volendam - 1909: Enfants de Hollande - 1909: Coiffures et types de Hollande - 1909: Chasse à la panthère - 1909: Le moulin maudit - 1910: Mœurs et coutumes des Chillouks - 1910: En Égypte, élevage d'autruches (twee delen) - 1910: En Afrique Centrale, Fachoda - 1910: Cérémonie à Madagascar - 1910: Les Chillouks, tribu de l'Afrique Centrale - 1910: La Chasse à la girafe en Ouganda - 1910: La catastrophe ferroviaire de Saujon - 1911: Soyez donc charitables - 1911: Parfum troublant - 1911: Les oiseaux d'Afrique et leurs ennemis - 1911: Little Moritz, soldat d'Afrique - 1911: Le dévouement d'un gosse - 1911: Comment une lettre nous parvient des grands lacs de l'Afrique Centrale - 1911: Le cinéma en Afrique - 1911: La cherté des vivres - 1911: Chasse aux éléphants sur les bords du Nyanza - 1911: La chasse au marabout en Abyssinie - 1911: Chasse à l'aigrette en Afrique - 1911: Babylas vient d'hériter d'une panthère - 1911: Babylas habite une maison bien tranquille - 1911: L'effroyable châtiment de Yann le troubadour (verloren) - 1911: Madame Babylas aime les animaux - 1911: L'aéroplane de Fouinard - 1911: Fouinard est joyeux - 1912: La peinture et les cochons - 1912: De molens die juichen en weenen - 1912: Little Moritz, chasse les grands fauves - 1912: Little Moritz, soldat d'Afrique - 1912: L'histoire d'un petit gars - 1912: De legende van Minna Claessens (verloren) - 1912: La dramatique passion d'Algabert et d'Élisabeth de Rodembourg - 1912: Les chasseurs d'ivoire - 1912: Le Caire et ses environs - 1912: La fleur sanglante - 1912: L'Or qui brûle - 1912: Le calvaire du mousse - 1912: L'Âme des moulins - 1912: La grotte des supplices - 1912: Babylas va se marier - 1912: Begrafenisplechtigheid van de gravin van Vlaanderen, moeder van Koning Albert I - 1912: Joachim Goëthal et le secret de l'acier - 1913: Les vieilles rues arabes du Caire - 1913: La vie cosmopolite au Caire - 1913: La vengeance du pêcheur Willing (verloren) - 1913: Une briqueterie sakalave à Akavandra, Afrique Orientale Française - 1913: Les sabots de Madame Favart - 1913: La ronde infernale - 1913: De medeminaars - 1913: L'Hallali - 1913: Grote maneuvers van het Belgisch leger - 1913: La goutte de sang - 1913: Les frères ennemis - 1913: Le diamant noir (ook: La pie noire) - 1913: Le cow-boy John cherche un engagement au music-hall | - 1913: Les bords de la Semois (Ardennes belges) - 1913: Le blanc-seing - 1913: Le baiser de l'empereur - 1913: Au ravissement des dames - 1913: L'Agent Rigolo et son chien policier - 1913: Rastus a perdu son éléphant - 1913: Jack le petit dompteur - 1913: Un épisode de Waterloo - 1913: Saïda a enlevé Manneken-Pis - 1913: La chasse aux singes - 1913: Voyage et grandes chasses en Afrique - 1913: Monsieur Beulemeester, garde civique - 1914: Je vais me faire raser - 1914: Napoléon: du sacre à Sainte-Hélène - 1914: De hondentrekkracht in het Belgisch leger - 1914: La fille de Delft (ook: La tulipe d'or) - 1914: Maudite soit la guerre - 1915: Zouaves d'Afrique dans les Flandres belges - 1915: Notre cavalerie d'Afrique au front - 1915: Goumiers algériens en Belgique - 1915: Le drapeau des chasseurs en Artois - 1915: Comment on nourrit nos troupes au front - 1915: Avec nos soldats dans les forêts d'Argonne - 1915: L'Armée française après neuf mois de guerre - 1915: Après la retraite des barbares - 1915: L'Œuvre de la kultur - 1915: Après 305 jours de guerre, le moral du soldat - 1915: Nos soldats à l'embouchure de l'Yser - 1915: Les grenadiers - 1915: L'Artillerie française sur le front - 1915: Autos-canons sur le front de bataille - 1915: Nos poilus dans les tranchées de Notre-Dame de Lorette et de Souchez - 1915: Les éclaireurs de l'air - 1915: Le président de la république à l'armée d'Alsace - 1915: Son altesse royale le prince de Connaught décore sur le front d'Alsace quelques-uns de nos héros - 1916: L'Obusier français de 370 - 1916: Après la dernière attaque française de l'Hartmannswiller - 1916: Les monuments historiques d'Arras victimes de la barbarie allemande - 1916: Le service de santé aux armées - 1916: Dressage de chiens sentinelles - 1916: Sur les sommets du Lingekopf et du Vieil-Armand - 1917: Cœurs du monde (Hearts of World van D. W. Griffith) - 1917: Film spécial pour Monsieur Griffith - 1919: Suprême sacrifice achevé par Armand Du Plessy (verloren) - 1920: Une nuit agitée - 1920: Le cabinet de l'homme noir - 1920: On attend Polochon - 1921: Pervenche - 1922: Le couronnement du Prince Louis II de Monaco - 1922: Serpentin fait de la peinture coscénarisé et joué par Marcel Lévesque - 1922: Bêtes... comme les hommes - 1923: Moi aussi, j'accuse - 1924: L'Énigme du Mont Agel - 1924: Les héritiers de l'oncle James (ook: Les Millions de l'oncle James) - 1925: Le cœur des gueux (ook: Humanité) - 1927: Fakirs, fumistes et compagnie - 1927: L'Homme noir (ook: Le manoir de la peur) - 1928: L'Exposition philatélique internationale - 1928: De la jungle à l'écran - 1928: Le carnaval de Nice - 1929: Robinson Junior (ook: Black and White) |